# Square du Général-Morin
Square du Général-Morin je square v Paříži ve 3. obvodu. Bylo pojmenováno na počest francouzského generála a fyzika Arthura Morina (1795–1880).

## Umístění
Square je umístěno na křížení ulic Rue Réaumur a Rue Vaucanson za kaplí Conservatoire national des arts et métiers. Nachází se zde vstup do Musée des arts et métiers.

## Historie
Square bylo vybudována v prostoru bývalé ulice Rue de Breteuil, která vedla mezi Rue Royale-Saint-Martin (dnešní Rue Réaumur) a Rue Vaucanson.